# Battista de Luco
Battista de Luco (Genova, XV secolo – 1476) è stato un mercante italiano, autore di un importante cartularium.

## Biografia
Battista de Luco, nato e formatosi a Genova, appartenne al ceto mercantile della città ligure. Fu attivo come mercante nella seconda metà del XV secolo e morì nell'anno 1476 . Attraverso le fonti coeve sappiamo che Battista de Luco fu in contatto con alcuni dei membri delle più importanti famiglie genovesi politiche e mercantili dell'epoca, come i Grimaldi, i Centurioni e gli Adorni.
Il genovese Battista de Luco per le sue intense attività commerciali fece frequenti viaggi che lo portarono in Provenza, nei paesi del Nordafrica e in Asia Minore . Fu autore di un importante Cartularium scritto tra il 1472 e il 1476, anno che si ritiene della sua morte. Il cartularium del de Luco ci fornisce un importante affresco del mondo mercantile del XV secolo, non solo genovese.